# 采访 (电影)
《名嘴出任務》（英語：The Interview）是一部2014年美国喜剧片，由埃文·戈德堡和塞思·罗根共同执导。主演为詹姆斯·弗兰科、塞思·罗根，由威秀电影、Point Grey Pictures制作，哥伦比亚影业发行。
該片原定于2014年12月25日在美国等63个国家上映，但索尼影業在上映前遭到駭客攻擊而蒙受重大損失，隨後又因駭客揚言會向任何公開放映的電影院發動“911般”攻擊而宣佈取消公映計劃。23日索尼又撤回下档的决定，称影片在美国境内的部分电影院将如期在2014年12月25日上映。

## 劇情
一位美國脫口秀主持人大衛·史拉克（詹姆斯·法蘭科飾）和他的製作人亞倫·拉波波特（塞斯·羅根飾）得知現任北韓最高領導人金正恩（朴藍道飾）是他們節目《今夜胡鬧秀》（Skylark Tonight）的粉絲，於是他們決定採訪金正恩。在他們準備踏上朝鲜土地的時候，美國中央情報局的萊西特工（麗茲·凱普蘭飾）為了發動朝鲜政變，徵集他們倆借採訪之機使用含有蓖麻的透皮貼片去暗殺金正恩。因未按預定計劃行事，兩人到達北韓後，一位軍官在檢查中把偽裝成口香糖的貼片咀嚼又吐了出来，使得他們失去了致命武器。萊西特工决定空投發兩張貼片過去，亞倫在取空投過程中遇到老虎又被人民军發现，将金屬器械藏於肛門内。
在採訪前幾天内，金正恩與大衛混成了好朋友。金正恩帶他進入他爺爺金日成的生日禮物——一輛坦克裏，在裏面聽了凱蒂·佩芮的《煙火》，金正恩承認他喜歡凱蒂·佩芮，并且告訴大衛他被誤解了。但是之前無意吃到到蓖麻的軍官癲癇發作死亡，並手槍走火誤殺另一位軍官。第二天早上，为此内疚的大衛丟掉一張貼片，然后又阻止亞伦暗殺金正恩的企图。大衛在跟金正恩吃飯悼念死去的兩個軍官時，金正恩的暴怒使大衛終於發現他的真實性格，更發現了北韓的許多真實情況，例如他發現他路過的一家超市其實是偽造的。同時，亞倫與女軍官朴淑英（戴安娜·方飾）缠绵在一起，朴淑英承認她對金正恩的仇恨，並為維護他的政治宣傳而感抱歉。
大衛、亞倫與朴淑英決定揭穿金正恩的個人崇拜均為造假。大衛在國際電視節目上採訪金正恩時，不用预設稿，觸及到越來越敏感話題，包括金正恩與其父的兒時往事，並且演唱《煙火》導致他哭泣與失禁（以此揭穿「金正恩不用排泄」的政治宣傳，也讓看到這段的北韓居民也開始對金正恩感到不屑一顧，而在板門店，韓國國軍們看到節目時笑容滿面，而北韓人民軍看到反而開始指責金正恩），甚至金正恩當場放屁，同時使他所謂「沒有肛門，也不需要肛門」的宣傳破功（也讓在板門店駐守的人民志願軍開始起了內訌）。此時，金正恩試圖槍殺大衛，但大衛事先穿上防彈衣而保一命。（在美國中央情報局時，大衛·史拉克所提出的脫逃計畫，就跟後來發生的幾乎一樣。）
大衛、亞倫與朴淑英遭到北韓官員追殺，最後使用坦克逃亡，但金正恩在直升機上企圖追殺他們並下令發射核導彈。大衛及時擊落直升機，使金正恩機毀人亡。朴淑英引導大衛與亞倫去礦洞逃走，她自己則留下來確保政變成功。兩人在朴淑英幫助下，順利回到美國。
大衛返美時寫了一本關於他在朝鲜的生活經驗的書（一開始，美國中央情報局警告他不得出書），而北韓也在朴淑英的幫助下演變成一個真正的民主國家，朴淑英開始使用Skype等國際软件。

## 演员
- 占士·法蘭高 飾 大衛·「戴夫」·史凱拉克（David "Dave" Skylark）
- 塞思·罗根 饰 亞倫·拉波波特（Aaron Rapoport）
- 麗茲·凱普蘭 饰 莱西探員（Agent Lacey）
- 戴安娜·方 饰 朴淑英（Sook）
- 藍道爾·朴 饰 金正恩（Kim Jong-un）
- 蒂米·西蒙斯 饰 馬丁路德（Malcolm）
- 安德斯·霍爾姆 饰 積（Jake）
- 查爾斯·全 饰 鄭將軍（General Jong）

客串
- Eminem 饰 本人
- 罗伯·劳 饰 本人
- 比爾·馬艾 饰 本人
- 妮琪·米娜 饰 本人
- 柴克·艾弗隆 饰 本人
- 蓋·費利 饰 本人
- 喬瑟夫·高登-李維 饰 本人
- 班·施瓦茨 饰 阿姆的經紀人

## 花絮
塞思·罗根與台灣藝人周杰倫曾經合作過，並曾表示很佩服周杰倫的音樂才華。因此在影片中主角過境中國的情节中，賽斯特別安插了周杰倫的歌曲《牛仔很忙》作為插曲。

## 爭議

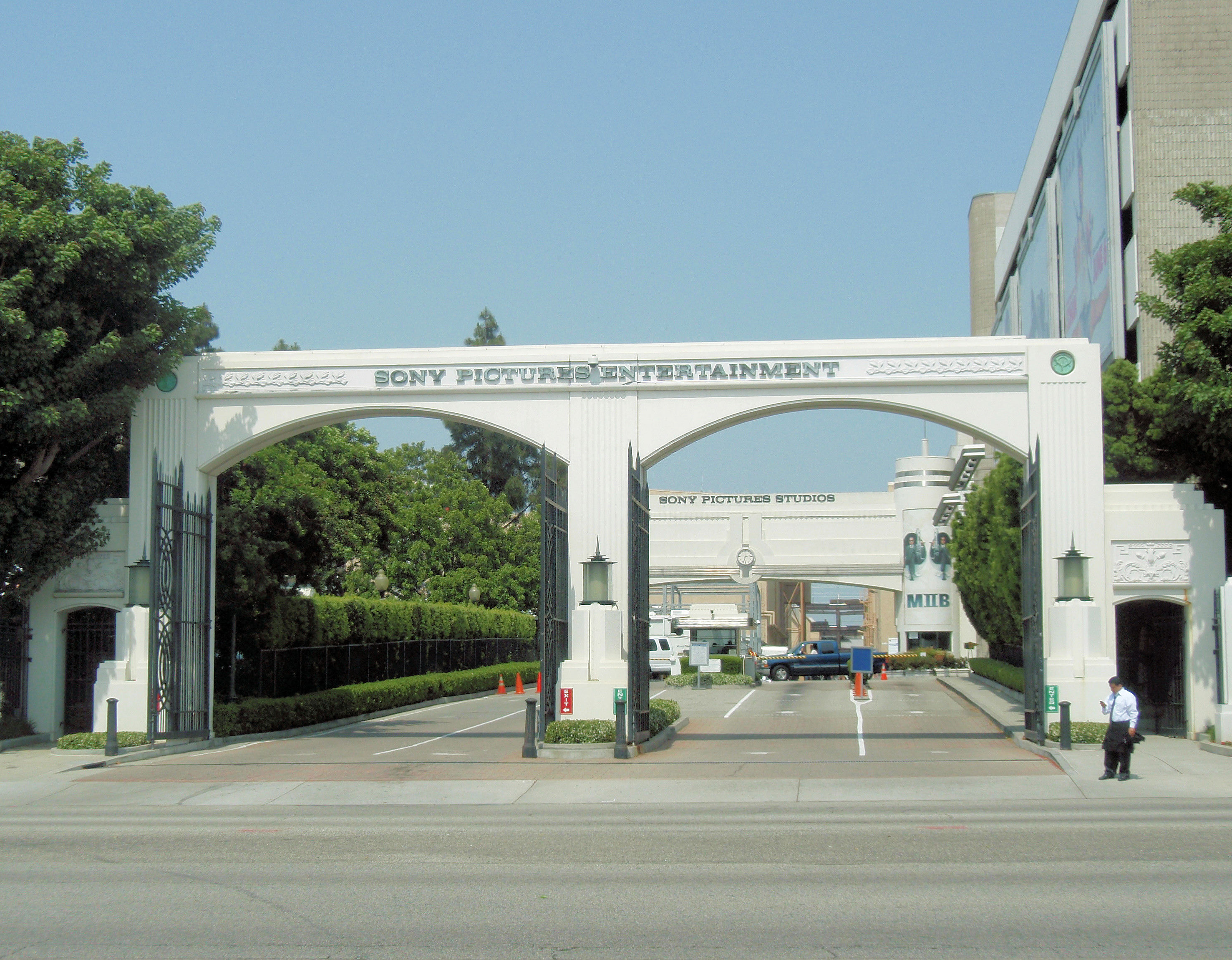
於2014年底，為了報復，駭客集團入侵索尼電影娛樂公司的電腦系統

2014年10月，在该片发布预告片之时，朝鲜官方媒体称这部電影“肮脏且受到诅咒”。11月28日，据日本时事通讯社报道，朝鲜已经对此片提出强烈抗议，称“这是对我国（朝鲜）人民不可饶恕的冒渎。”朝鲜祖国和平统一委员会的网站还批判称，“上映这种完全歪曲现实的阴谋电影，是对我国（朝鲜）极其恶劣的挑衅行为。”并警告电影相关人士坚决采取惩罚措施。
2014年11月底，索尼影业的官方网站疑遭朝鲜黑客攻击，原因可能与即将上映的该片有关。12月1日，美国联邦调查局正在对此事介入调查。由於黑客獲取了大量機密資料（包括员工的个人資料、企业的内部郵件、合約及尚未開拍的剧本、五部已经拍摄完成但尚未放映的电影等）並逐步在網上公開，使索尼影業在經濟和名譽上都蒙受了巨大損失。
2014年12月7日，北韓否認因該片以刺杀金正恩为主线而攻擊索尼影業的電腦網路系統。北韓政府認為索尼影業是「罪有應得」，稱此駭客攻擊行為是「正義之舉」，並表示可能是北韓的同情者與支持者替他們發起的攻擊。
2014年12月17日，索尼影業一度宣布取消上映。但索尼影業稍後又决定于12月25日将此片在美国部分影院上映，並在Google，微软等公司所經營的線上影音服務租賣該片。

## 发行
該片原定于2014年10月10日上映。2014年8月7日，发行方决定推迟该片上映日期，该片计划于2014年12月25日（圣诞节）在美国等63个国家上映。
因在2014年11月有駭客攻擊了索尼影視娛樂的官網，該公司决定12月11日舉辦的首映礼禁止所有媒体进场採訪。
然而，本片並沒有全球上映的计划，在美國也僅有幾家影院播映，2014年12月24日索尼影業在Google Play、Youtube與微軟Xbox Video服務開放付費觀看，而蘋果公司的iTunes服務則拒絕上架，12月25日該片於美國300家獨立戲院上映。未删减的高清电影影片檔案也同時在網路上以BT种子的方式流出，被大量下載，中国大陆网络论坛上也出现了与影片同步的中英对照字幕。12月28日，電影終能於iTunes推出。

### 評價
《采访》所獲得的評價不一。於爛番茄網站根據68位影評人的評論持有54％的新鮮度，觀眾支持度59％，平均得分6／10，該網站共識：「不去理會受到不幸的爭議，《采访》的劇本為他們兩個引導出了討人喜歡的中等笑果」。在Metacritic基於31位評論家，得分52（滿分100），評價好壞參雜。
有趣的是，虽然該片在全球院线被取消上映，但是网友们却发起了给刺杀金正恩打满分的活动，该片當天在IMDB和豆瓣上的评分均已接近满分。也因此本片意外成為在IMDB上評分最高的一部電影之一。但隨着完整影片的流出，各地的評分開始急剧下降。由于影片既不十分有趣，又不主题鲜明，情节也比较一般，截止至2015年1月，上映才数天的影片，在IMDB上从10分降为7.2分，豆瓣上也从10分降为6.6分。而目前本電影已經被中国广电总局以避免外交争议禁播，豆瓣、時光網等中國電影網站的相关页面皆已不見蹤影。
除了一部分是因为怀揣爱国情怀去观看影片的观众外，还有一些观众是因为索尼黑客事件引起了强烈的好奇心，从而在观看后表示失望，继而上网痛骂它是一部烂片。

### 票房
《采访》於2014年12月25日在美國的331間戲院限定發行，並在當天獲得了超過100萬美元的票房，娛樂網站The Wrap報導，對於只有300家戲院上映的電影來說，這是相當不錯的票房成績。《綜藝》對此稱此數字：「在美國只有約300家獨立影院推出令人印象深刻的一個頭銜」。